# Patrick Ortlieb

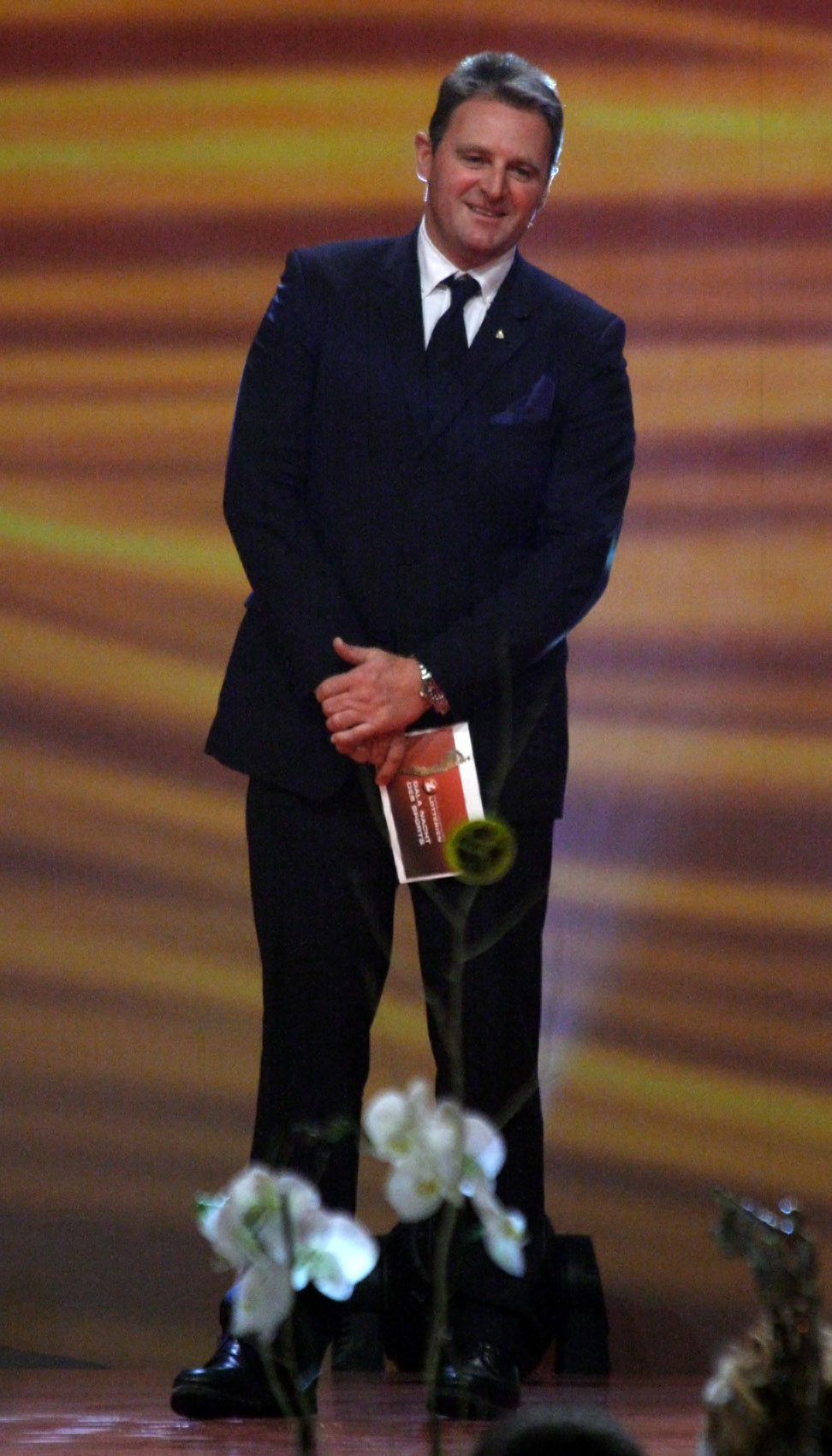
Tijdens Gala Nacht des Sports 2010

Patrick Ortlieb (Bregenz, 20 mei 1967) is een voormalige Oostenrijkse alpineskiër. In 1999 moest hij noodgedwongen zijn carrière beëindigen na een ernstige val tijdens een training op de helling Hahnenkamm in Kitzbühel. Hij is de vader van alpineskiester Nina Ortlieb.

## Palmares

### Olympische winterspelen
- Albertville (1992)
  - Gouden medaille in de afdaling

### Wereldkampioenschap
- Sierra Nevada (1996)
  - Gouden medaille in de afdaling